# Masacre de Račak
La masacre de Račak (en albanés: Masakra e Reçakut) u operación Račak (en serbio: Акција Рачак/Akcija Račak) fue la masacre de 45 albaneses de Kosovo que tuvo lugar en el pueblo de Račak, en el centro de Kosovo en enero de 1999. La masacre fue perpetrada por fuerzas de seguridad serbias en respuesta a las actividades separatistas albanesas de la región. El gobierno serbio le negó a un fiscal de crímenes de guerra visitar el sitio, sostuvo que las víctimas eran todos los miembros del Ejército de Liberación de Kosovo (ELK) y que fueron asesinados en combate contra fuerzas de seguridad estatales.
Los asesinatos fueron investigados por dos diferentes equipos forenses, el primero fue un equipo bielorruso-yugoslavo y el segundo, un equipo finlandés externo que representaba a la UE. El informe del primer equipo, el cual fue comisionado por el gobierno yugoslavo, concluyó que aquellos asesinados, incluyendo una mujer y un niño de12 años, eran separatistas y no civiles. Los hallazgos del segundo equipo ampliamente contradijeron el informe yugoslavo, determinando que las muertes se trataban de asesinatos de civiles desarmados. La líder investigadora finlandesa y experta antropóloga, la Dra. Helena Ranta, lo llamó un "crimen contra humanidad", pero como científica, se negó a catalogarlo como una masacre o a señalar a algún culpable. Los detalles de los hallazgos del equipo finlandés estuvieron reservados por dos años. En ese entonces, la información publicada sobre el incidente variaba entre medios y países. Los medios que cubrían el incidente más de cerca describieron el evento de Račak como un horrible acto terrorista cometido por el represor gobierno serbio .
Bill Clinton, entonces presidente de los Estados Unidos, condenó la masacre como un asesinato deliberado e indiscriminado, su administración trató de convencer a los americanos de que la intervención en Yugoslavia era necesaria. El apoyo de los americanos para la intervención se mantuvo en un 50% , incluso con la extensa cobertura de los medios, lo que sugería que la guerra con Yugoslavia sería menos popular que las últimas intervenciones y conflictos en los que habían participado los EE. UU..
La matanza en Račak representó un "punto de inflexión en la guerra", ganando el respaldo de varios países y jugó un rol en la decisión de la OTAN para desplegar la operación militar conocida como operación Noble Anvil contra la República Federal de Yugoslavia. La participación de la OTAN en el conflicto de Kosovo durante los meses posteriores al incidente de Račak duró 78 días y consistió en una serie de bombardeos tácticos contra objetivos militares de importancia estratégica.
Existe en Račak un monumento a las víctimas de la masacre. Kosovo celebra una ceremonia anual para recordar a las víctimas de la matanza.

## Antecedentes
Račak es pequeño pueblo habitado por albaneses en el municipio de Štimlje, Kosovo del sur. Para1998, se había convertido en el centro de actividades del Ejército de Liberación de Kosovo (ELK). Tenía una población de cerca de 2,000 antes del desplazamiento de sus habitantes, provocado por las actividades militares yugoslavas durante el verano de ese mismo año. En enero de 1999, la Organización para Seguridad y Cooperación en Europa (OSCE) reportó que había 350 personas viviendo en el pueblo. El ELK era altamente activo en la región y ciertamente tuvo presencia en Račak, con su base cerca de una planta de energía.
Durante el 8 y 10 de enero, el ELK atacó puestos de la policía serbia en los municipios vecinos de Suva Reka y Uroševac, matando a cuatro policías serbios. En respuesta, las fuerzas de seguridad yugoslavas establecieron un cordón de seguridad en el área de los ataques y alrededor de Račak y sus comunidades.

## Informes
El 15 de enero, la Misión de Verificación de Kosovo (MVK), una fuerza de observadora desarmada de la OSCE, recibió reportes de civiles asesinados en Račak. Los supervisores de la MVK quisieron acceder al área pero las fuerzas de seguridad les negaron el permiso. Más tarde tuvieron acceso al pueblo, donde encontraron a un hombre muerto y a varias personas heridas, se les reportaron otras muertes y a personas siendo sacados del pueblo por las fuerzas de seguridad serbias. Se les negó el permiso de entrevistar a los pobladores o explorar las áreas cercanas al pueblo.
Los supervisores finalmente obtuvieron acceso obtenido al área circundante el 16 de enero. Acompañado por un número periodistas extranjeros y miembros de la Misión Diplomática Observadora de Kosovo (MDOK) de la Unión Europea, encontraron un total de 40 cuerpos en y alrededor del pueblo. Otros cinco cuerpos habían sido tomados por familiares, presuntamente. En total, se reportaron 45 personas asesinadas, incluyendo a tres mujeres y un niño de 12 años. A todos les habían disparado y el equipo de la MVK el equipo informó que encontró varios cuerpos decapitados. El líder de la MVK, William Walker, describió lo que había visto:
"En un barranco por encima del pueblo, vi el primer cuerpo. Esté cubierto con una manta, y cuando la retiramos, vi que no tenía cabeza - solo un cuello ensangrentado. Alguien me dijo que el cráneo estaba del otro lado del barranco y me preguntó que si quería verlo. Pero dije, "No, creo que ya tengo esta historia." [Encontraron tres cuerpos más] Parecían hombres más viejos, con cabello gris o cabello blanco... Tenían heridas en sus cabezas y había sangre en su ropa. [Entonces un grupo más grande de cuerpos.] No los conté. Solo vi un muchos agujeros en sus cabezas - en la parte superior de la cabeza y el atrás de la cabeza. Algunos parecían tener heridas de bala en sus ojos. Me dijeron que había más cuerpos arriba de una colina, los periodistas e inspectores me preguntaron si iba a subir a ver el resto. Dije, 'he visto suficiente.''"
Walker inmediatamente condenó qué el ataque y lo llamó "una atrocidad inexplicable" qué era "un delito contra humanidad". Le dijo a los periodistas que lo acompañan: "No dudo en acusar a las fuerzas de seguridad del gobierno (serbio). Queremos saber quién dio las órdenes y quién las llevó a cabo. Insisto en que se hará justicia. Ellos no merecían morir en estas circunstancias."
Los periodistas proporcionaron historias de primera mano sobre el descubrimiento de cadáveres. Uno de ellos, la reportera de la BBC, Jacky Rowland, informó que las víctimas "eran todos los hombres normales; granjeros, trabajadores, pobladores. A todos les dispararon en la cabeza." Los muertos tenía entre 14 y 99 años. El corresponsal de ITN, Bill Neely también estuvo presente y describió como otros supervisores de la MVK reaccionaron a la escena: "Un supervisor sueco nota que las víctimas tienen ropa civil y no tienen armas, que no hay signos de una batalla... Después de trabajar durante dos horas, un supervisor de Londres, policía, me dice que cree que cree que a las víctimas les dispararon muy de cerca."
Dos días más tarde, el 18 de enero, la fiscal jefe del Tribunal Penal Internacional para la ex-Yugoslavia (TCIY), Louise Cenador, intentó ir a Kosovo para investigar los asesinatos, pero las autoridades serbias le negaron el acceso. En el mismo día, la policía serbia entró a Račak bajo el fuego del ELK, y sacó los cuerpos, llevándolos a una morgue en Pristina para ser examinados.
Un equipo de patología bielorruso-yugoslavo hizo exámenes post mortem a finales de enero. Posteriormente, un equipo forense finlandés contratado por la Unión Europea, condujo un segundo estudio post mortem, el cual fue más detallado pero llegó más tarde. Finalmente, los cuerpos fueron entregados a sus familias y sepultados el 10 de febrero de 1999.

## Investigaciones
Los asesinatos en Račak se convirtieron en el foco de una investigación por el Tribunal Penal Internacional para la ex-Yugoslavia. En el enjuiciamiento de Slobodan Milošević y cuatro otros oficiales yugoslavos y serbios, la fiscal declaró que:

El 15 de enero de 1999, a primeras horas de la mañana, el pueblo de Račak fue atacado por fuerzas oficiales de Yugoslavia y Serbia. Después de un bombardeo por parte de unidades yugoslavas, la policía serbia entró al pueblo poco más tarde y comenzó a hacer inspecciones casa por casa. Los pobladores que intentaban huir de la policía serbia fueron baleados a lo largo del pueblo. Un grupo de aproximadamente 25 hombres intentaron esconderse en un edificio, pero fueron descubiertos por la policía serbia. Fueron golpeados y llevados a una colina cercana, donde les dispararon y los asesinaron. Juntas, las fuerzas de Yugoslavia y Serbia mataron aproximadamente a 45 albanos de Kosovo en los alrededores de Račak.

Reportes de testigos sobrevivientes confirman el relato de la masacre. El periodista británico, Julius Strauss, escribiendo para el The Daily Telegraph, describió cómo había "Pasado más de una semana recolectando evidencia de la masacre entre testigos albaneses, supervisores occidentales, diplomáticos y algunas fuentes serbias que hablaron de manera privada y bajo riesgo." Según los supervivientes que entrevistó, "un grupo pequeño de hombres vestidos todo de negro, con guantes y pasamontañas ... coordinaron el ataque en el pueblo y las ejecuciones." Los hombres habían separado de las mujeres y niños antes de llevarlos a ser ejecutados. Un superviviente le dijo que "algunos serbios iban de azul, otros de negro. Los hombres de negro parecían ser los líderes y llevaban pasamontañas. Algunos tenían uniformes con insignias, incluyendo una bandera serbia, otros no la llevaban. Llevaban armas automáticas y, mientras nos llevaban a la colina, comenzaron a dispararnos." Strauss especuló que los hombres eran parte de la Unidad Especial Antiterrorista, una unidad élite del Ministerio del Interior serbio. Algunos testigos presenciales informaron a los reporteros que "Las tropas serbias dispararon y mutilaron a las víctimas, terminaron la orgía de violencia de seis horas con una canción nacionalista."
El gobierno serbio rechazó esta versión de los eventos. El día posterior a los asesinatos, el Ministerio del Interior serbio lanzó un comunicado diciendo que sus unidades policíacas habían sido atacadas por "grupos terroristas albaneses... en camino a Račak, en el municipio de Stimlje ." En el contraataque "varias docenas de terroristas fueron asesinados en su encuentro con la policía. La mayoría llevaban la insignia te la organización terrorista albanesa que se hace llamar el Ejército de Liberación de Kosovo (ELK)."
Recibieron apoyo por parte de los diarios franceses Le Figaro y Le Monde, los cuales sugerían que el ELK podía haber fabricado evidencia. Un equipo de grabación de la Associated Press acompañó a las fuerzas serbias a Račak el 15 enero. Dos periodistas franceses del Agence France-Presse y Le Figaro entrevistaron al camarógrafo y vieron parte de la grabación, con lo que concluyeron que era posible que el ELK hubiera montado la masacre y que solo "solo una investigación internacional creíble podría resolver las dudas." Según la publicación,
"Es un hecho que la policía entro por la mañana a la villa despoblada, entraron caminando pegados a las paredes. El tiroteo fue intenso, eran atacados por el ELK desde trincheras cavadas en las colinas. La pelea se intensificó en las partes más altas de las colinas cercanas a la villa. Viendo desde abajo, cerca de la mezquita, los periodistas de la AP entendieron que las guerrillas del ELK. estaban rodeadas y buscaban una salida. Una veintena de ellos lo lograron, lo admitió la policía."
Otro periodista francés para Le Monde, Christophe Chatelot, hizo una narración desde la perspectiva de dos periodistas de la AP:
"Cuando a las 10 a.m. entraron al pueblo con un vehículo blindado de la policía, el pueblo estaba casi vacío. Avanzaron por las calles bajo el fuego del Ejército de Liberación de Kosovo (ELK), que se encontraban en los bosques para una emboscada. El fuego continuó durante toda la operación, en distintas intensidades. La batalla principal ocurrió en el bosque. Los albaneses que huyeron del pueblo lo hicieron en cuanto se escucharon los primeros disparos. Allí se toparon con la policía serbia que había rodeado el pueblo. El ELK quedó atrapado. El objetivo del violento ataque del viernes fue un bastión de los guerrilleros del ELK. Prácticamente todos los habitantes habían huido de Račak durante la espantosa ofensiva serbia del verano de 1998. Con pocas excepciones, no volvieron. Solo salía humo de dos chimeneas,' comentó uno del dos reporteros de televisión de AP."
El presidente serbio, Milan Milutinović, acusó a William Walker, cabeza del MVK de fabricar los asesinatos "para asegurar la cooperación de sus protegidos en el Ejército de Liberación de Kosovo". Los medios de comunicación serbios tomaron una línea similar, argumentando que los albaneses les había quitado el uniforme a los cuerpos para ponerles ropa de civiles. De forma anónima, algunos diplomáticos franceses criticaron a Walker por haber culpado públicamente a los serbios sin haber esperado una investigación. El gobierno yugoslavo declaró a Walker persona no grata y le exigió que dejara el territorio de Yugoslavia dentro de 48 horas. 
A finales de enero de 1999, se reportó que los Estados Unidos habían filtrado llamadas telefónicas que probaban el rol del gobierno serbio en la matanza. Según The Washington Post, las llamadas mostraban que el gobierno serbio había ordenado "ir duro" contra el área de Račak. El secretario del Primer Ministro, Nikola Šainović y Ministro General del interior, Sreten Lukić, expresaron su preocupación sobre la reacción que hubo al ataque en Račak y discutieron como hacer que las muertes parecieran el resultado de un combate entre las tropas serbias y los rebeldes del ELK . En el día del ataque en Račak, Sainović sabía de la agresión y preguntó a cuántas personas habían matado; Lukić respondió que al momento eran 22. Después del alboroto internacional, Sainović le pidió a Lukićvolver a Račak y recuperar los cuerpos. También le dijo a Lukić que a la fiscal Louise Cenador no se le permitiera entrar al país .

### Informes forenses
Se llevaron a cabo tres exámenes forenses, por equipos separados de Yugoslavia, Bielorrusia (en aquel entonces aliado de Serbia) y Finlandia (bajo los auspicios de la Unión Europea). Los tres exámenes causaron polémica; durante el análisis yugoslavo y bielorruso los equipos forenses llevaron a cabo sus autopsias contra la voluntad de la MVK y el TPIY, los cuales habían pedido que los expertos extranjeros de Finlandia hicieran los primeros análisis post mortem. Las autopsias conducidas por el equipo yugoslavo y bielorruso se llevaron a cabo el 19 de enero bajo el auspicio del Instituto Médico de Pristina. Su director, el profesor Saša Dobričanin, declaró que "Ni un solo cuerpo tiene señales de ejecución. Los cuerpos no fueron masacrados." Le dijo a los medios que sospechaba que los cuerpos habían sido mutilados de manera póstuma para fabricar la apariencia de una ejecución.
El equipo finlandés (UE), encabezado por la patóloga Helena Ranta, comenzó su propia autopsia el 21 de enero y publicó sus hallazgos iniciales el 17 de marzo. La introducción al informe enfatizó que era la opinión personal de Ranta y no la posición del equipo. El informe concluyó que "no había evidencia de que las víctimas hubieran sido otra cosa que civiles desarmados y que probablemente habían sido asesinados donde los monitores internacionales los encontraron más tarde". Al abordar las afirmaciones de que los muertos habían sido asesinados con uniformes del ELK que luego habían sido reemplazados por ropa civil, el informe establece que "... la ropa [de los muertos] no tenía distintivos ni insignias de ninguna unidad militar. No se evidenció ninguna indicación de remoción de insignias de rango o insignias. Según los hallazgos de la autopsia (p. ej., orificios de bala, sangre coagulada) y las fotografías de las escenas, es muy poco probable que se haya cambiado o quitado la ropa". Ranta testificó en el juicio de Slobodan Milošević, afirmando que las balas recuperadas, los casquillos de bala y las heridas de entrada y salida indicaron que las víctimas fueron asesinadas donde se encontraron sus cuerpos y aproximadamente al mismo tiempo. Un informe finlandés posterior señaló que solo una víctima probablemente había recibido un disparo a quemarropa.
Sin embargo, el informe del equipo finlandés fue mantenido en secreto por la UE hasta mucho después de la guerra,  y la líder del equipo, Helena Ranta, emitió un comunicado de prensa en ese momento que contenía su "opinión personal" e indicaba diferentes hallazgos. Ranta afirmó que "... las investigaciones médico-legales [como el análisis científico de los cuerpos] no pueden dar una respuesta concluyente a la pregunta de si hubo [de hecho] una batalla [entre la policía y los insurgentes]...", pero se inclinó por las víctimas no eran combatientes en parte porque "... no se encontraron municiones en los bolsillos" de los cuerpos que investigó. Se entendió ampliamente que el informe decía que el equipo finlandés había refutado el hallazgo publicado por los patólogos yugoslavos y bielorrusos, cuyas pruebas habían arrojado un resultado positivo de residuos de disparos en las manos de 37 de los 40 cuerpos.
Se formularon críticas contra el método de parafina utilizado por los yugoslavos y bielorrusos para detectar residuos de polvo en las manos de las víctimas, ya que regularmente da falsos positivos para muchas otras sustancias, incluidos fertilizantes, tabaco, orina y cosméticos, y en ocasiones da falsos negativos. La prueba todavía es utilizada por la policía de muchos países que no pueden permitirse métodos más modernos, pero se ha descrito desde 1967 como "sin uso científico".
La reacción internacional al informe yugoslavo y bielorruso por un lado (que apoyaba la opinión de que los muertos eran combatientes del ELK, y no civiles, como afirmaban los albanokosovares y la OTAN ) y la del equipo de expertos de la UE por el otro (que no no encontró ninguna evidencia que sugiera que los muertos eran combatientes) diferían considerablemente, sobre todo en los países de la OTAN que se preparaban para intervenir para detener las violaciones generalizadas de los derechos humanos en Kosovo. El primero fue ignorado o descartado como propaganda, y el segundo fue aceptado como evidencia de una masacre contra civiles. Varios activistas y escritores a favor de la guerra escribieron y citaron el comunicado de prensa del equipo finlandés. Ambos informes fueron utilizados como prueba por la acusación y también por la defensa de Slobodan Milošević en su juicio, hasta que el caso Račak se retiró de la acusación por falta de pruebas.[cita requerida]
El informe completo del equipo de la UE se entregó al TPIY a fines de junio de 2000. En 2001 se publicó un resumen ejecutivo, pero el informe completo nunca se ha publicado.
En octubre de 2008, Helena Ranta declaró que le habían pedido que modificara el contenido de su informe, tanto por parte del Ministerio de Asuntos Exteriores de Finlandia como por William Walker, jefe de la Organización para la Seguridad y la Cooperación en Europa (OSCE), para hacerlo más explícito, se había negado a hacerlo, diciendo que era “una tarea del tribunal de crímenes de guerra”. Según Ranta, en el invierno de 1999, William Walker, jefe de la misión de vigilancia de la OSCE en Kosovo, partió un lápiz en dos y le arrojó los pedazos cuando ella no estaba dispuesta a usar un lenguaje suficientemente fuerte sobre los serbios.

## Consecuencias
Muchos gobiernos occidentales, grupos de derechos humanos y organizaciones internacionales insistieron en que la operación Račak fue una masacre deliberada, llevada a cabo desafiando los acuerdos serbios anteriores para poner fin a la violencia en Kosovo. La OSCE, el Consejo de Europa, la UE, la OTAN y el Consejo de Seguridad de la ONU emitieron declaraciones enérgicas condenando los asesinatos. El 22 de enero, el Grupo de Contacto de países interesados en Yugoslavia ( Gran Bretaña, Francia, Alemania, Italia, Rusia y Estados Unidos ) emitió una declaración conjunta condenando "la masacre de albanokosovares en Račak el 15 de enero". Todos los miembros expresaron su repugnancia por este acto de asesinato masivo. Ninguna cantidad de provocación podría justificarlo. El Grupo de Contacto condena las provocaciones del UCK [ELK] que solo pueden contribuir a aumentar las tensiones y aumentar la violencia. . . El Grupo de Contacto también condena las decisiones de las autoridades de la RFY de negar la entrada a Kosovo al Fiscal Jefe del TPIY, Arbour". El Grupo de Contacto también pidió a las autoridades yugoslavas que "trabajen con el Tribunal Internacional para garantizar que los responsables de Račak sean llevados ante la justicia [y] suspendan a los oficiales del VJ y el MUP que operaron en Račak el 15 de enero hasta que los resultados de esta investigación estén disponibles". .
El Consejo de Seguridad de la ONU y el Secretario General el 31 de enero describieron el evento como una masacre perpetrada por las fuerzas de seguridad yugoslavas.

### Acusación del TPIY
El TPIY emitió una acusación sellada el 27 de mayo de 1999 por crímenes de lesa humanidad y violaciones de las leyes de la guerra contra varios altos funcionarios yugoslavos. Estos fueron Slobodan Milošević (presidente de Yugoslavia), Milan Milutinović (presidente de Serbia), Nikola Šainović (vice primer ministro yugoslavo), Dragoljub Ojdanić (jefe del Estado Mayor General del ejército yugoslavo) y Vlajko Stojiljković (ministro del Interior de Serbia). La masacre de Račak fue agregada por los fiscales del TPIY en una acusación enmendada, pero posteriormente se eliminó del caso, para "mejorar la rapidez de los procedimientos y garantizar que sigan siendo justos".

## Secuelas
El 18 de junio de 2001, un tribunal de Pristina condenó a Zoran Stojanović, un policía de 32 años, a 15 años de prisión por asesinato e intento de asesinato en Račak. Stojanović, un serbio de Kosovo, fue condenado por un panel conjunto de jueces de la ONU y los albaneses de Kosovo (dos magistrados de las Naciones Unidas y un albanés étnico). El juicio de Stojanović fue muy controvertido. Fue rápido, uno de los primeros juicios de un nuevo tribunal organizado apresuradamente. Se alega que Stojanović mató a un hombre e hirió a dos más al disparar una bala. Durante el juicio, según un funcionario jurídico de la ONU, tanto los jueces internacionales como el juez albanés consideraron desestimar el caso, pero no lo hicieron, supuestamente por motivos políticos. Durante el juicio, algunos testigos habrían presentado testimonios que contradecían las pruebas forenses.
Dos hombres impidieron la reconstrucción de los hechos en Račak para el juicio y expulsaron a los funcionarios judiciales diciéndoles: "No queremos serbios en nuestro pueblo". La segunda reconstrucción fue impedida por una turba enfurecida de albaneses. Se llevó a cabo una reconstrucción posterior sin la presencia ni del acusado ni de su abogado. El fiscal, Tome Gashe, dijo al tribunal durante el juicio que, a menos que Stojanović fuera declarado culpable, la gente "tomaría la justicia por su mano". El juicio y la sentencia de Stojanović fueron criticados por las Naciones Unidas y Amnistía Internacional .
Zoran Stojanović fue indultado en 2007 y puesto en libertad. A fines de 2009, el presidente de Serbia, Boris Tadić, perdonó a Zoran Stojanović, declarando que el juicio fue injusto, lo que abrió la duda de si tenía jurisdicción porque Stojanović fue sentenciado por un tribunal superior internacional.

### Negación de la masacre
Un político serbio en Kosovo, Ivan Todosijevic, negó que se produjera la masacre y dijo que la historia fue inventada por "terroristas albaneses". En 2019, fue declarado culpable de incitación a la intolerancia étnica, racial o religiosa y un tribunal de Pristina lo condenó a dos años de prisión por hacer las denuncias. El presidente serbio, Aleksandar Vučić, apoyó a Todosijevic, alegando que la masacre fue efectivamente inventada. Esto fue recibido con una dura reacción de los políticos albanokosovares y de la sociedad civil. El presidente de Kosovo, Hashim Thaçi, dijo que la paz en los Balcanes solo se establecerá cuando Serbia exprese vergüenza, y no orgullo, al hablar de crímenes de guerra. Hubo reacciones del ex primer ministro de Kosovo Ramush Haradinaj, el exministro kosovar de asuntos exteriores Behgjet Pacolli y la Comisión Europea. La Comisión Europea afirmó que “La negación y el revisionismo son contrarios a los valores de la Unión Europea y son contrarios al proyecto de integración de los Balcanes Occidentales en la Unión Europea. La sentencia debe ser proporcionada y tener en cuenta todos los elementos del caso”.

## Documentales
- The Road to Racak, 29 de marzo de 2000, Canadá, CBC, documental.[53]
- Todo empezó con una mentira, Alemania, documental[54]
- Račak, istine i laži (Verdades y mentiras de Račak), 2009, Serbia, documental, de Slaven Kranjc[55][56]